# Røbekk
Røbekk is een plaats in de Noorse gemeente Molde, provincie Møre og Romsdal. Røbekk telt 310 inwoners (2007) en heeft een oppervlakte van 0,21 km².